# Saint-Martin-aux-Buneaux
Saint-Martin-aux-Buneaux is een gemeente in het Franse departement Seine-Maritime (regio Normandië).  De gemeente telt 661 inwoners (2005). De plaats maakt deel uit van het arrondissement Dieppe.

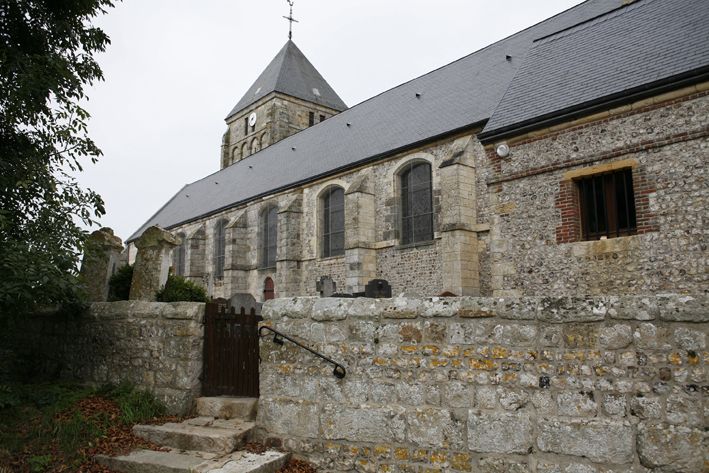
Église Saint-Martin

## Geschiedenis
Een oude vermelding van de plaats gaat terug tot 1235 als Sancti Martini ad Burneaus.
Op de 18de-eeuwse Cassinikaart is het plaatsje aangeduid als les Petites Dalles.
Op het eind van het ancien régime op het eind van de 18de eeuw, toen de gemeenten werden gecreëerd, kwam het gehucht te liggen op de grens van de gemeenten Saint-Martin-aux-Buneaux en Sassetot-le-Mauconduit.

## Geografie
De oppervlakte van Saint-Martin-aux-Buneaux bedraagt 8,2 km², de bevolkingsdichtheid is 80,6 inwoners per km². De gemeente ligt aan Het Kanaal.
In het westen van de gemeente ligt het gehucht en badplaats Les Petites Dalles, op de grens met buurgemeente Sassetot-le-Mauconduit. Verder liggen in de gemeente nog de gehuchten Septimanville, Tournetot, Vinchigny en La Grande Rue.
De onderstaande kaart toont de ligging van Saint-Martin-aux-Buneaux met de belangrijkste infrastructuur en aangrenzende gemeenten.

## Bezienswaardigheden
- De Église Saint-Martin
- Het kasteel van Saint-Martin-aux-Buneaux

## Demografie
Onderstaande figuur toont het verloop van het inwonertal (bron: INSEE-tellingen).